# برینو
برینو (به ایتالیایی: Brienno) یک کومونه در ایتالیا است که در استان کومو واقع شده‌است.

## خصوصیات
برینو ۹٫۱ کیلومترمربع مساحت و ۴۴۵ نفر جمعیت دارد و ۲۰۳ متر بالاتر از سطح دریا واقع شده‌است.